# Taxithelium trachaelocarpum
Taxithelium trachaelocarpum är en bladmossart som beskrevs av Brotherus 1908. Taxithelium trachaelocarpum ingår i släktet Taxithelium och familjen Sematophyllaceae. Inga underarter finns listade i Catalogue of Life.